# Антоновская (Вологодская область)
Антоновская — деревня в Бабаевском районе Вологодской области.
Входит в состав Борисовского сельского поселения (с 1 января 2006 года по 13 апреля 2009 года входила в Афанасовское сельское поселение), с точки зрения административно-территориального деления — в Афанасовский сельсовет.
Расстояние до районного центра Бабаево по автодороге — 55 км, до центра муниципального образования села Борисово-Судское по прямой — 8 км. Ближайшие населённые пункты — Сумароково, Третьяковская, Ширяевская.
Население по данным переписи 2002 года — 12 человек.